# Renata Tebaldi
Renata Tebaldi (Pesaro, Itàlia, 1 de febrer del 1922 - Ciutat de San Marino, San Marino, 19 de desembre del 2004) fou una soprano italiana i una de les veus més destacades de la lírica mundial del segle xx.
El mestre Arturo Toscanini l'anomenà "veu d'àngel". A part de la bellesa i la puresa de la seva veu, fou admirada per la seva elegant presència escènica.

## Biografia

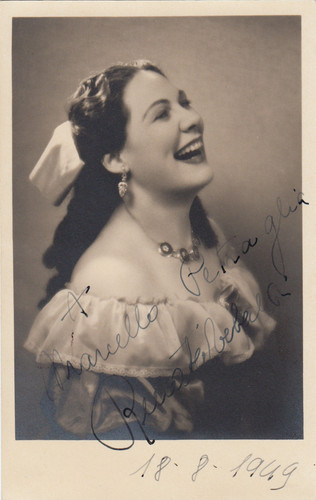
Renata Tebaldi, any 1949

A l'edat de tres anys fou colpida per la poliomielitis, de la qual guarí completament.
Va estudiar al conservatori de Parma amb els Mestres Brancucci i Campogalliani i després al Liceu Gioachino Rossini de Pesaro amb la cèlebre soprano Carmen Melis. El 1944 debutà a Rovigo en el paper d'Elena en el Mefistofele d'Arrigo Boito.
El 1946 participà en el concert de reobertura de La Scala de Milà, sota la direcció del mestre Arturo Toscanini, cantant la pregària del Moisès a Egipte de Rossini i la part de soprano del Te Deum de Giuseppe Verdi. Una actuació de la qual resta un registre. El 1953 doblà Sofia Loren en l'escena de cant líric de la pel·lícula Aïda, de Clemente Fracassi.
Va debutar al Gran Teatre del Liceu en 1953, amb La traviata, i, des de llavors, hi cantà cinc temporades fins al novembre de 1959, esdevenint una de les cantants més estimades pel públic, tant per la seva veu com per l'actitud. Hi cantà: La traviata, Tosca (en 1953, 1956 i 1959), La forza del destino, La bohème (en 1954, 1958 i 1959), Aida, Madame Butterfly, Adriana Lecouvreur i Manon Lescaut. Fou la primera artista guardonada amb la Medalla d'Or del Teatre l'any 1954.
El debut americà fou a la San Francisco Opera, seguit al cap de poc (31 de gener del 1955) de la primera actuació al Metropolitan Opera de Nova York, on la Tebaldi feu Desdemona d'Otello, compartint l'escenari amb Mario del Monaco. Les seves aparicions al Metropolitan van seguir durant anys amb molta regularitat, destacant entre les seves interpretacions: Mimì de La Bohème, Cio-Cio-San de Madama Butterfly, Tosca, Manon Lescaut, i Violetta de La Traviata. Dotada d'una veu de soprano lírica, anà afrontant progressivament papers que requerien dots (i veu) dramàtiques: la Leonora de la Força del destí (esplèndida, per cert, la gravació Decca del 1955) o l'Elisabet del Don Carlos.
Entre les nombroses actuacions per tot el món destacaren les de la temporada 1975-76 a la Unió Soviètica. El 4 de desembre de 1974, s'acomiadà del públic barceloní en un concert al Palau de la Música Catalana i hi rebé un gran homenatge i una ovació, en sortir a escena, de quinze minuts.
Es retirà de l'escena el 1976, després d'una gala de beneficència a la Scala pels damnificats pel terratrèmol del Friuli.
Entre els directors d'orquestra amb els quals ha treballat destaquen noms com Arturo Toscanini, Georg Solti i Herbert von Karajan.
Hom ha dit que existia una forta rivalitat entre la Tebaldi i Maria Callas, però més que entre les dues dives, sembla que la rivalitat fou entre els seguidors més acèrrims de les dues grans cantants. Fos com fos, el 16 de setembre del 1968, la Callas entrà al camerino per tal de felicitar vivament la Tebaldi després de la seva actuació en Adriana Lecouvreur, dissipant definitivament qualsevol rumor de males relacions entre les dues cantants.
Renata Tebaldi morí el 19 de desembre del 2004 a San Marino, on vivia des de feia uns quants anys, i fou enterrada a la capella de la família del cementiri de Mattaleto a Langhirano, a la província de Parma.

## Repertori

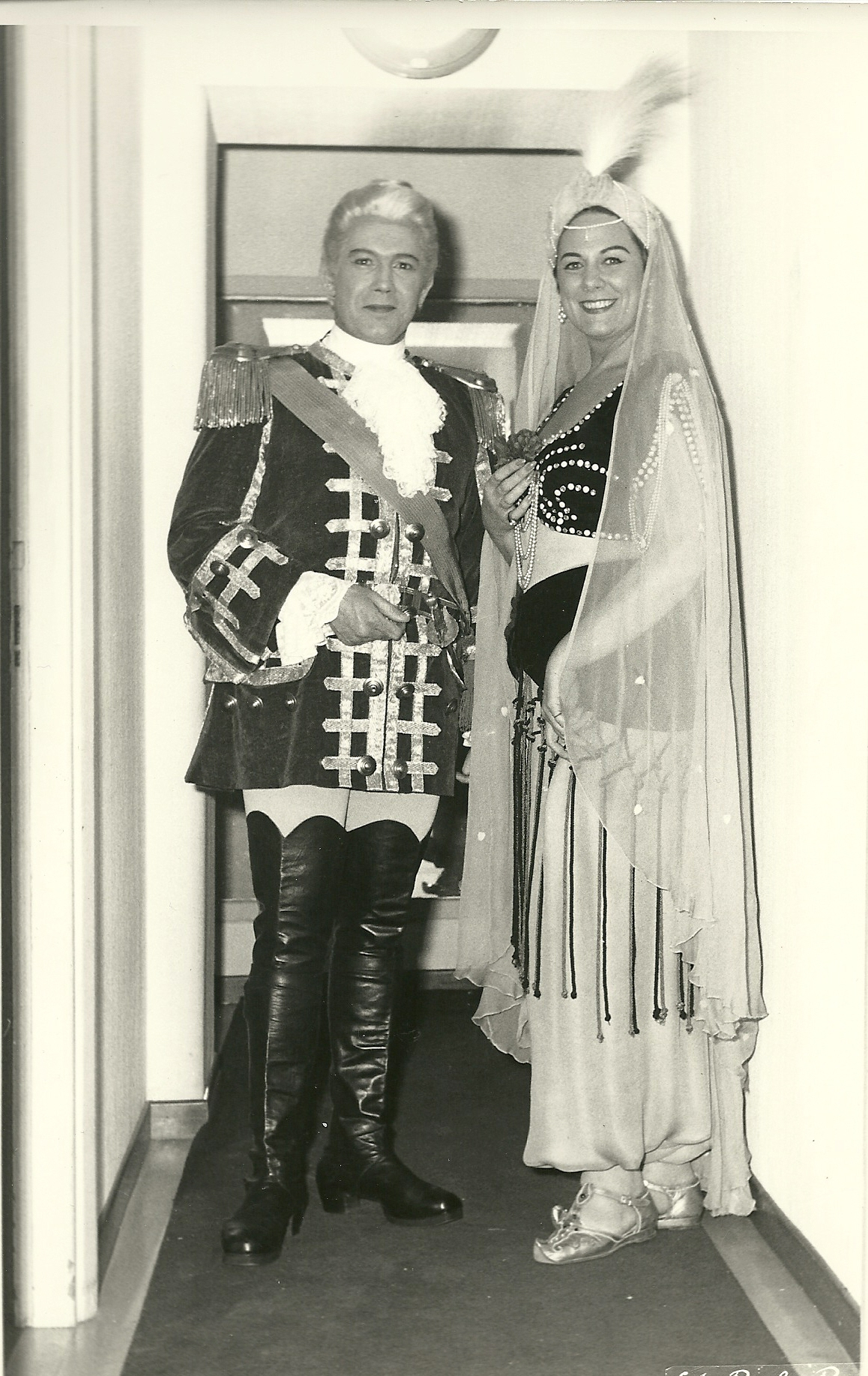
Al Teatro Opera di Roma, any 1959, amb Giuseppe Di Stefano

- Giuseppe Verdi
  - Otel·lo (Desdèmona)
  - Il trovatore (Leonora)
  - La forza del destino (Leonora)
  - Falstaff (Alice)
  - La traviata (Violetta)
  - Un ballo in maschera (Amelia)
  - Aida (Aida)
  - Don Carlo (Elisabetta)
- Giacomo Puccini
  - Turandot (Liù)
  - Manon Lescaut (Manon)
  - La Bohème (Mimì)
  - Madama Butterfly (Cio-Cio-San)
  - La fanciulla del West (Minnie)
  - Tosca (Tosca)
  - Il tabarro (Giorgetta)
  - Suor Angelica (Angèlica)
  - Gianni Schicchi (Lauretta)
- Arrigo Boito
  - Mefistofele (Margherita, Elena)
- Alfredo Catalani
  - La Wally (Wally)
- Gaspare Spontini
  - Fernando Cortez (Amazily)
- Francesco Cilea
  - Adriana Lecouvreur (Adriana)
- Umberto Giordano
  - Andrea Chénier (Maddalena)
  - Fedora (Fedora)
- Pietro Mascagni
  - Cavalleria rusticana (Santuzza)
- Gioachino Rossini
  - L'assedio di Corinto (Pamyra)
  - Guglielmo Tell (Matilde)
- Licinio Refice
  - Cecilia (Cecilia)